# Meloidogyne javanica
Meloidogyne javanica is een parasitair, polyfaag wortelknobbelaaltje die in Nederland alleen in kassen voorkomt met name op de lichtere gronden. De soort komt wereldwijd op meer dan 770 plantensoorten voor. Het zijn zowel onkruiden als economisch belangrijke gewassen, zoals thee, wijnstokken, groenten, fruitbomen, granen en siergewassen.

## Beschrijving
Er worden vrij grote in elkaar overlopende, bloemkoolachtige knobbels op de wortels gevormd. Veel voorkomende symptomen zijn verder abnormale bladkleur, abnormale bladvorm, verwelkende bladeren, dwerggroei en afsterving.
De vrouwtjes zijn peervormig en 541-804 µm lang. De stilet is 14-18 µm lang. Het perinale patroon is in het algemeen rond of ovaal tot enigszins vierkant. De eiermassa's steken vaak uit de wortelknobbel, terwijl de vrouwtjes meestal geheel in de wortelknobbel zitten.
De wormvormige mannetjes zijn 757 - 1297 µm lang. De kop 5,8-7,6 µm en de stilet 20-23 µm lang. De spicula zijn 20,9-31,7 µm en het gubernaculum 7,2-9,4 µm lang. Bij het mannetje vormen de labiale schijf en de mediale lippen één gladde, doorlopende hoofdkap die hoog en afgerond is en duidelijk afgescheiden van de kop.
De L2-larven zijn 402-560 µm lang met een 51-63 µm lange staart. Het doorzichtige staarteinde is 9-18 µm lang.

## Levenscyclus

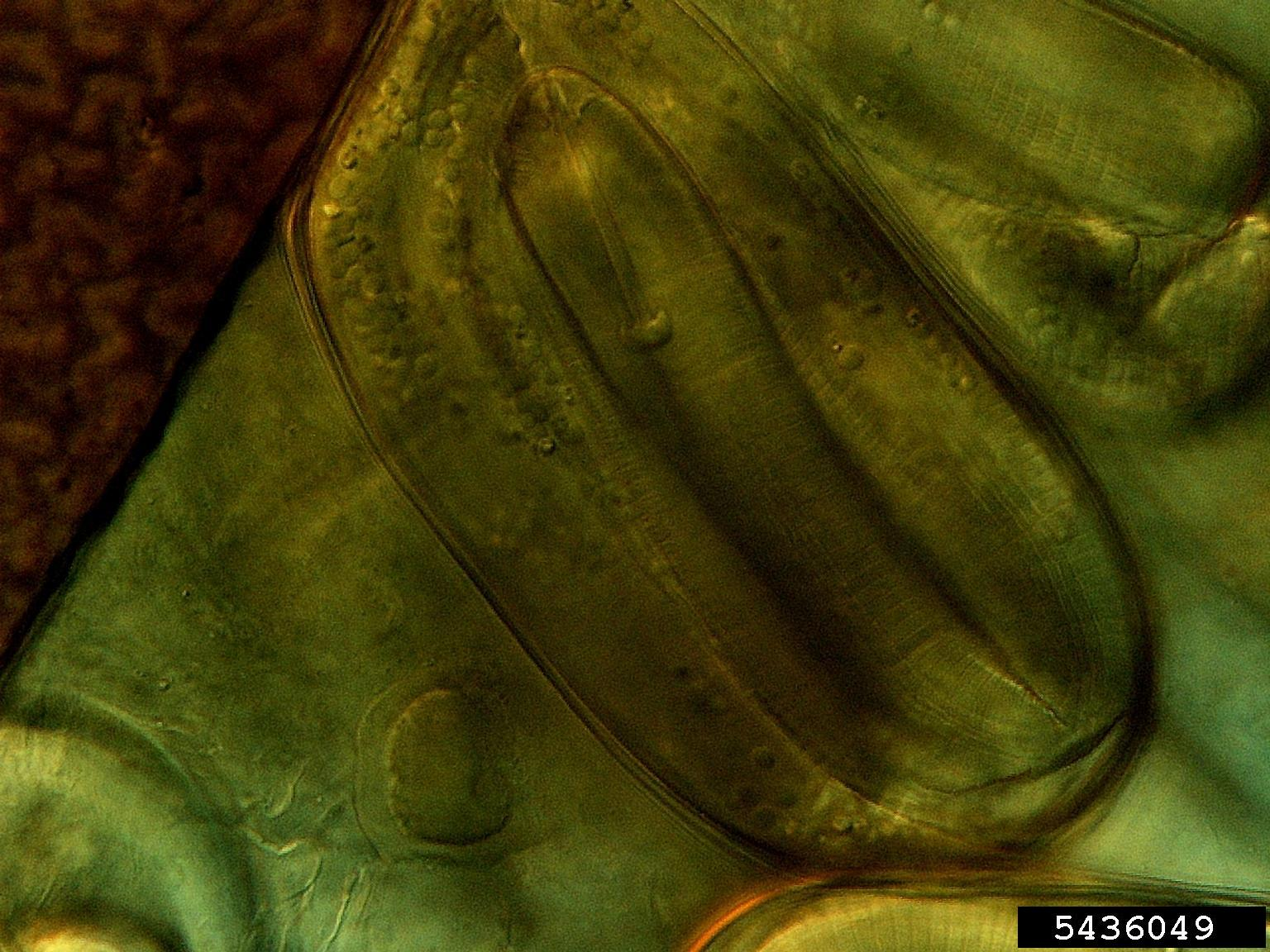
Eitje van een Heteroderidae-aaltje

Meloidogyne javanica doorloopt vijf stadia in hun levenscyclus (eifase, vier larvale stadia en daarna volwassenheid). Het eerste larvale stadium vindt plaats in het ei. Wanneer de eitjes uitkomen is het aaltje al in het tweede larvale stadium en gaat op zoek naar plantenwortels. Ze dringen het wortelstrekkingsgebied binnen en migreren in de wortel totdat ze een vaste verblijfplaats hebben gevonden. Signalen van de L2-aaltjes zorgen ervoor dat parenchymcellen in de buurt van de kop van het L2-aaltje meerkernig worden. voor het vormen van voedingscellen, algemeen bekend als reuzencellen, van waaruit de L2 en later de volwassen aaltjes zich voeden met hun stilet. Gelijktijdig met de vorming van reuzencellen, vormt het omringende wortelweefsel een gal (knobbel) waarin de zich ontwikkelende larve zit. De larven voeden zich met de reuzencellen met hun stilet ongeveer 24 uur nadat ze een vaste verblijfplaats hebben gevonden. Na verdere voeding ondergaan de L2-aaltjes morfologische veranderingen en worden ze bolvormig. Zonder verdere voeding vervellen ze drie keer en worden uiteindelijk volwassen. Bij vrouwtjes, die bijna bolvormig zijn, wordt de voeding hervat en ontwikkelt het voortplantingssysteem zich. De mannetjes kunnen zich vrij bewegen en verlatende de wortel nadat ze volwassen zijn geworden. Uiteindelijk worden de vrouwtjes zo groot dat een deel van hun lichamen uit de wortelhuid steekt en worden parelwitte lichaamspuntjes zichtbaar. De vrouwtjes leggen de eitjes in een gelatineuze massa geproduceerd door zes rectale klieren en afgescheiden voor en tijdens het leggen van de eieren. De gelatineuze massa vormt aanvankelijk een kanaal door de buitenste lagen van het wortelweefsel en omringt later de eieren, De gelatineuze massa vormt een barrière tegen waterverlies en zorgt door het hoge vochtgehalte dat de eieren niet uitdrogen. Naarmate de gelatineuze massa ouder wordt, verandert het van een kleverige, kleurloze gelei in een leerachtige, oranje-bruine substantie die gelaagd lijkt. Het ei bestaat uit één cel, met herkenbare volgende stadia van twee cellen, vier cellen en acht cellen. Verdere celdeling leidt tot het kikkervisjesstadium, waarbij door een verdere verlenging het eerste larvale stadium ontstaat. Het omhulsel van het ei bestaat uit drie lagen, met als buitenste laag de vitellinelaag, dan een chitine-achtige middelste laag en een binnenste laag bestaande uit lipiden. De vitellinelaag bestaat voornamelijk uit eiwitvezels, met eiwitreceptoren die nodig zijn voor de spermabinding die op hun beurt gebonden zijn aan spermaplasmamembraanreceptoren.
Nadat het eiomhulsel doorlaatbaar is geworden, kan de larve uit het ei komen met behulp van fysieke en/of enzymatische processen. Eitjes van de wortelknobbelaaltjes worden in het algemeen niet beïnvloed door de aanwezigheid van een gastheer, maar komen pas uit bij de juiste temperatuur en in aanwezigheid van water.

## Bestrijding
Meloidogyne javanica kan biologisch bestreden worden door de schimmel Trichoderma harzianum, doordat deze de eieren en jonge larven infecteert.
Pasteuria penetrans is potentieel ook bruikbaar als biologisch bestrijdingsmiddel. Jonge rondwormen raken door de bacterie geïnfecteerd wanneer ze in de grond migreren naar plantenwortels en daarbij in contact komen met endosporen. De endosporen kiemen in de gastheer en veroorzaken diens afsterven; dan komen de vermeerderde endosporen vrij in de grond, waar een nieuwe cyclus van infectie en vermeerdering kan beginnen.